# Макар'євське (Красногорський район)
Мака́р'євське (рос. Макарьевское) — село у складі Красногорського району Алтайського краю, Росія. Входить до складу Усть-Кажинської сільської ради.

## Населення
Населення — 160 осіб (2010; 287 у 2002).
Національний склад (станом на 2002 рік):
- росіяни — 95 %